# キム・ユネ
キム・ユネ（김윤혜、Kim Yoon-Hye、1991年5月24日 - ）は、韓国の女優。
スターフォックスメディアを経て、SidusHQ所属。映画『占い師たち』以前は、ウリという芸名で活動していた。

## 出演

### テレビドラマ
- 最強!うちのママ（2007年、KBS） - カン・ウンギ 役
- 強力班（2010年、KBS） - イ・ソミン 役
- オレのことスキでしょ。（2011年、MBC） - ハン・ヒジュ 役
- 天女がいなきゃ?!（2012年、KBS） - チャ・ナラ 役
- となりの美男（2013年、tvN） - ユン・ソヨン 役
- 君を守る恋～Who Are You～（2013年、tvN） - イム・ジョンウン 役
- ヴァンパイア探偵（2016年、OCN） - チョン・ユジン 役
- 猟奇的な彼女（2017年、SBS） - ジョン・ダヨン 役
- 第3の魅力～終わらない恋の始まり～（朝鮮語版）（2018年、JTBC） - ミン・セウン 役
- 18アゲイン（朝鮮語版）（2020年、JTBC) ― クォン・ユミ 役[4]
- ヴィンチェンツォ（2021年、tvN) - ソ・ミリ 役
- 流れ星(2021年、tvN) - ホヨン 役
- ジョンニョン: スター誕生（2024年、tvN） - ソ・ヘラン 役

### 映画
- 息子（2007年） - ミミ 役
- アリス（2010年） - ミノ 役
- 占い師たち（2012年） - スンヒ 役
- スティール・コールド・ウインター ～少女～（2013年） - ウン・ヘウォン 役
- 大好きだから（2017年） - キム・マリ 役
- THE　SIN　罪（2024年）

### CM
- サムスン電子Anycall（2006年）

### モデル
- VOGUE girl 表紙モデル（2002年）
- MTVアジア モデル（2005年）

### 広報大使
- 青少年相談委員会 広報大使（2007年7月）